# Kapel van Jezus in 't Steentje

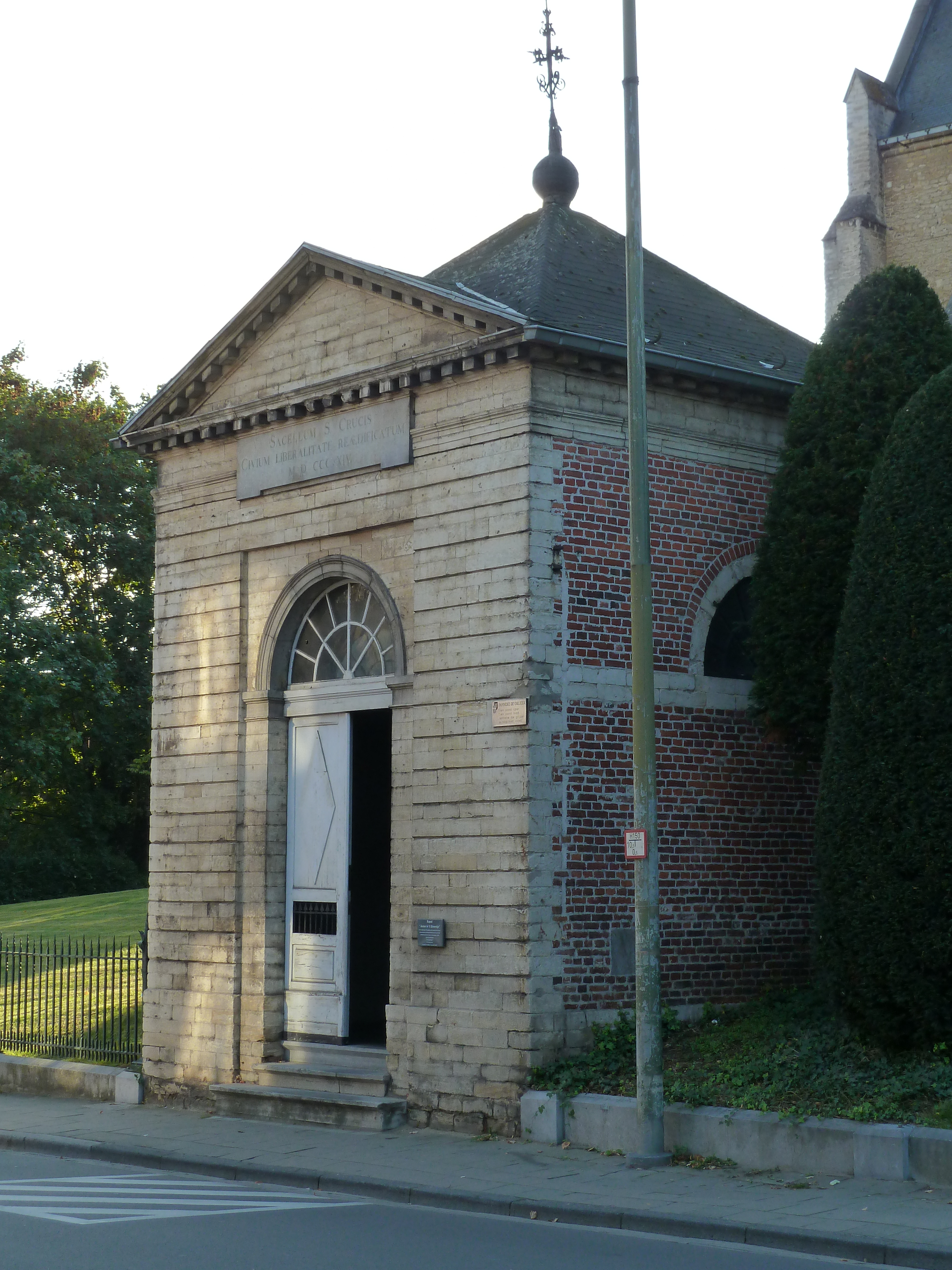

De Kapel van Jezus in 't Steentje is een kapel in de Naamsestraat in de Belgische stad Leuven. De kapel dateert uit 1814 en werd gebouwd achter de Sint-Kwintenskerk naar een ontwerp van Ange de Bruyn ter vervanging van een kapel uit 1725 die in 1798 verwoest werd. Het is een classistische bakstenen en zandkalkstenen kapel met apsis aan westzijde voorzien van drie halfradvensers en een half koepelgewelf. De kapel dankt haar naam aan een in steen gebeeldhouwde voorstelling van de gekruisigde Christus, die volgens de legende tijdens de bouw van de kapel uit de grond werd gegraven. In de volksmond is de kapel bekend als het "Kapelleke van Janneke de Grijzer", wat verwijst naar een thans verdwenen beeld van de wenende Johannes onder het kruis.
In oktober 2020 werd het offerblok gestolen en in januari 2022 werd het Mariabeeld beschadigd.